# Huta Przedborska
Huta Przedborska – wieś w Polsce położona w województwie podkarpackim, w powiecie kolbuszowskim, w gminie Kolbuszowa.
| SIMC    | Nazwa   | Rodzaj    |
| ------- | ------- | --------- |
| 0652228 | Kąty    | część wsi |
| 0652234 | Kmiecie | część wsi |
| 0652240 | Zalesie | część wsi |

W latach 1975–1998 miejscowość administracyjnie należała do województwa rzeszowskiego.